# Bassa montagna
Con la terminologia bassa montagna, in Italia, si intende generalmente la parte di montagna compresa tra i 500 e i 1000 metri di altitudine.

## Distinzioni
Generalmente viene definita in contrapposizione all'alta montagna che è quella superiore ai 1.500 metri di altitudine. Viene definita anche in contrapposizione a collina, dove quest'ultima non supera i 400, i 500 o i 600 metri di altitudine, a seconda delle convenzioni adottate.
La distinzione è anche legata alla latitudine. In paesi più vicini all'equatore la quota della bassa montagna può essere più elevata.

## Antropizzazione
La bassa montagna nei secoli è stata caratterizzata da grande sviluppo della presenza umana, a differenza dell'alta, la quale per tanti secoli non aveva rivestito particolari interessi.

## Attività turistiche e sportive
Oggi in bassa montagna sono presenti tante attività sportive tanto invernali che estive. Quelle invernali sono maggiormente legate alla presenza della neve; quelle estive sono legate particolarmente all'escursionismo.